# Sebastian Salvat
Pour les articles homonymes, voir Salvat.
Sebastian Salvat, né le 5 avril 1967 à Buenos Aires, est un joueur de rugby argentin, évoluant au poste d'arrière ou de centre.

## Carrière

### équipe nationale
Sebastian Salvat a connu 37 sélections internationales en équipe d'Argentine, il fait ses débuts  le 3 mai 1987 contre l'équipe d'Uruguay. Sa dernière apparition comme Puma a lieu le 21 octobre 1995 contre les Français. Il est treize fois capitaine lors de ses treize derniers matchs, tous en 1995.

## Palmarès

### Sélections nationales
- 37 sélections en équipe d'Argentine
- 12 essais
- 58 points
- Nombre de sélections par année : 3 en 1987, 1 en 1988, 2 en 1989, 5 en 1990, 3 en 1991, 2 en 1992, 6 en 1993, 2 en 1994, 13 en 1995

- Participation à la Coupe du monde de rugby : 1987 (2 matchs disputés, 2 comme titulaire), 1995 (3 matchs disputés, 3 comme titulaire).